# Otto Mühl
Otto Mühl (Grodnau, 16 giugno 1925 – Moncarapacho, 26 maggio 2013) è stato un artista austriaco, cofondatore dell'Azionismo viennese.

## Attivismo viennese
Molto importante è stata la sua partecipazione all'Azionismo viennese, di cui è stato cofondatore. In principio realizza collage e sculture costruite con scarti, poi inizia a dedicarsi a performance più elaborate per cercare di superare i tabù imposti dalla società. Tra le sue azioni, ricordiamo "Piss Action" e "Lezioni di Ginnastica sul Cibo". Nel 1972 fonda una comunità a Friedrichshof, che, ispirandosi al pensiero psicanalitico di Wilhelm Reich, propone i valori hippy degli anni 60, quali l'amore libero e la proprietà collettiva, e che viene chiusa nel 1990.

## Vicende giudiziarie
Nel 1991 viene condannato a 7 anni di reclusione per "manipolazione psichica". Dopo aver scontato la pena, si trasferisce in un paesino in Algarve, Portogallo, dov'è vissuto fino alla sua morte, avvenuta nel 2013 all'età di 87 anni.